# Samaria (ciudad antigua)
Samaria (en hebreo: שמרון‎, romanizado: Šomron; en árabe: السَّامِرَة‎, romanizado: as-Sāmira) fue una antigua ciudad de la región de Samaria (Cisjordania). Fue la capital del Reino de Israel en el siglo IX y VII a. C. Las ruinas de la ciudad se encuentran en las montañas de Samaria.

## Historia
Samaria se encuentra en el corazón de las montañas de Cisjordania, a pocos kilómetros al noroeste de Siquem, y adyacente a la ciudad de Sebastia. La colina de Samaria es una elevación alargada, con laderas empinadas aunque no inaccesibles, y una parte superior plana. Según el Tanaj (Antiguo Testamento), Omri ―que fue rey de Israel hacia el 870 a. C.― le compró esta colina a su propietario Šemer, por dos talentos de plata. El rey hizo que su gente se mudara desde su villa capital Tirsa e hizo construir un nuevo pueblo en la amplia cumbre de la colina y le dio por nombre Samaria (1 Reyes 16:24). Omrí residió aquí durante los últimos seis años de su reinado.
Como resultado de una guerra fracasada con Asiria, Omrí parece haber sido obligado a conceder a los asirios el derecho a «tomar» las calles de Samaria (probablemente como licencia para que los asirios llevaran su comercio en la capital israelita). Esto implicó la coexistencia de los israelitas con una considerable población asiria.

Fue la única ciudad de Israel creada por un rey. Todas las demás poblaciones habían sido tomadas por la fuerza. Pero Samaria fue la elección de Omrí solo. El rey Omrí le dio a la ciudad que había edificado el nombre de su antiguo propietario, pero la evidencia de su fundación es la denominación de Samaria en inscripciones asirias: Beth-Khumri (la casa de Umri).
Weall Stanley

Samaria fue sitiada con frecuencia. En los días del rey Ajab, el rey de Aram-Damasco, Hadadezer atacó las laderas con treinta y dos reyes vasallos, pero fue derrotado con una gran masacre (1 Reyes 20:1-21). El ejército de Ajab, en comparación con el de Hadadezer, no era más que «dos pequeñas bandadas de niños»
El siguiente año volvió a atacar junto con Joram de Israel, pero una vez más fue derrotado totalmente y se vio obligado a rendirse a Ajab (1 Reyes 20:28-34).
La fortificación fue desmantelada durante la destrucción de la ciudad por Juan Hircano (164-104 a. C.) en el año 108 a. C.. Las huellas de la destrucción causada por Hircano fueron encontradas por los arqueólogos, pero la ciudad fue repoblada aparentemente bajo Alejandro Yanai (125-76 a. C.), hijo de Hircano. En el año 63 a. C., Samaria fue anexada a la provincia romana de Siria.

## Sebaste

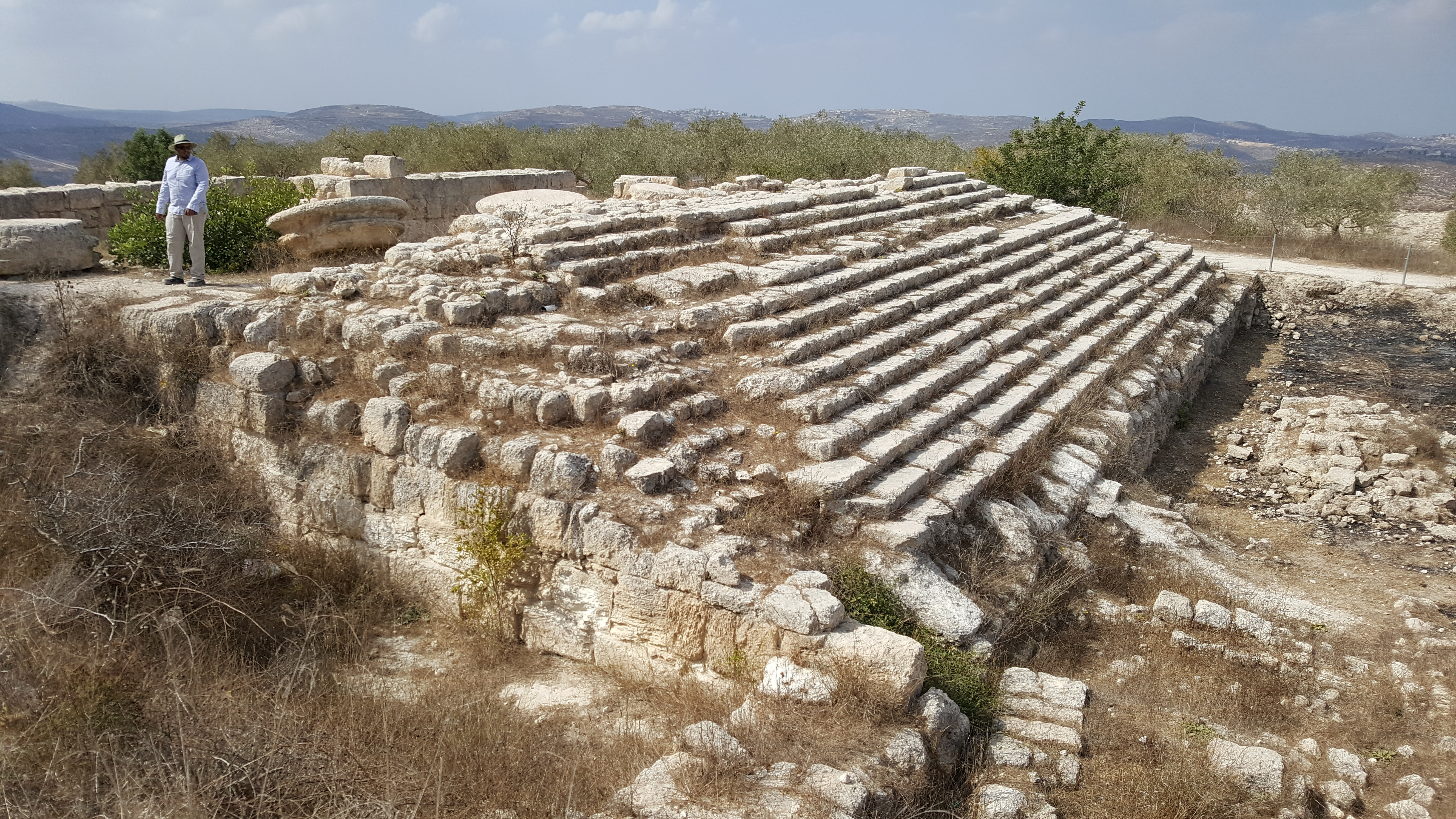
Base del templo Augusteum en la cumbre de la colina, originalmente de 25 metros de altura.

En el año 30 a. C., el emperador Augusto (63 a. C.-14 d. C.) le otorgó esta ciudad a Herodes el Grande, quien le cambió el nombre de Samaria a Sebaste en honor de Augusto, ya que "Sebaste" es la forma femenina del griego Sebastos, que significa Augusto.
Los restos más sobresalientes de este período son:
- el Augusteum, que consiste en un templo y una gran explanada construida sobre el palacio de Omride en la cumbre de la acrópolis,
- una puerta de la ciudad,
- una calle con columnas de este a oeste,
- un teatro en la ladera noreste de la acrópolis,
- un templo dedicado a Kore en una terraza al norte de la acrópolis, y
- un estadio hacia el noreste, en el valle.

Al este de la acrópolis, y en un área que hoy une la ciudad antigua con la moderna villa de Sebastia, se encuentra el foro, flanqueado al oeste por una basílica excavada parcialmente. El agua para Sebaste era suministrada por un acueducto subterráneo que la traía desde los manantiales del este hasta la zona del foro. La ciudad estaba rodeada por una muralla de 4 km de circunferencia, con torres que unían las pasarelas en el oeste y el norte.
En el área de la aldea moderna y los campos colindantes se excavaron una serie de mausoleos con sarcófagos adornados.

## Reconstrucción romana

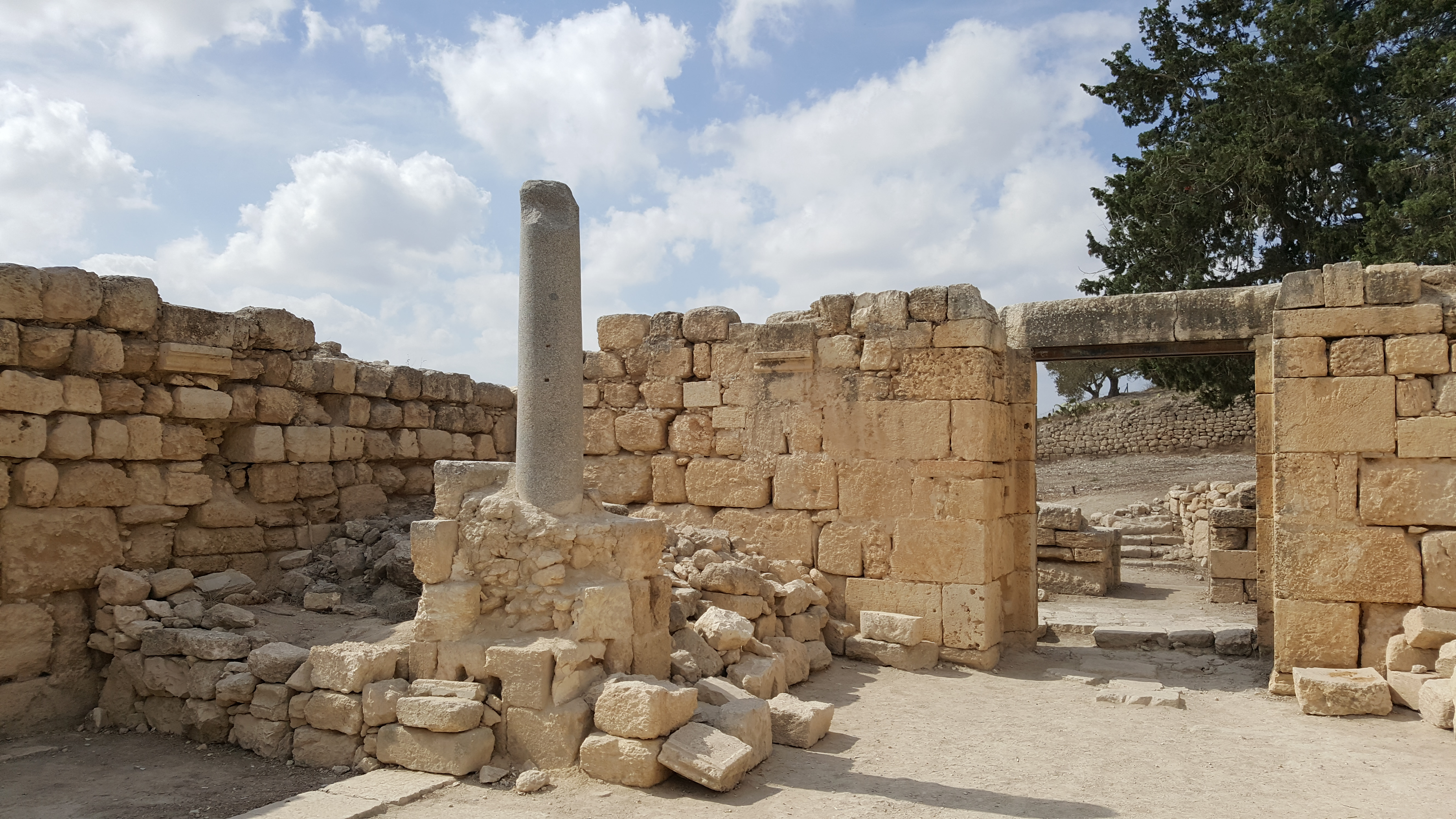
Entrada de la iglesia bizantina.

En el siglo II d. C., la ciudad se convirtió en colonia y después Septimio Severo la hizo reconstruir, sin ningún cambio importante.
Samaria está relacionada con Juan el Bautista, personaje de la Biblia cristiana, cuyo cuerpo decapitado se cree que fue enterrado allí.[cita requerida] Una pequeña basílica, construida en el siglo v, fue excavada en la ladera sur de la Acrópolis. Se cree que ese templo fue el lugar de enterramiento de la cabeza de Juan el Bautista. A ella se añadió un monasterio en una fecha posterior. 
En el siglo xii se construyó una catedral latina también dedicada a Juan el Bautista al este del foro romano y de elementos combinados de la muralla de la ciudad del período romano. Más tarde se convirtió en la mezquita del pueblo de Sebaste, la mezquita de Nabi Yahia (Profeta Juan), manteniendo la tradición cristiana.

## Arqueología
Samaria fue excavada por primera vez por la Expedición Harvard, dirigida inicialmente por Gottlieb Schumacher en 1908 y luego por George Andrew Reisner en 1909 y 1910; con la ayuda del arquitecto CS Fisher y DG Lyon.
La excavación de Reisner desenterró los óstracos de Samaria, una colección de 102 óstracos escritos en escritura paleohebrea.
Una segunda expedición, conocida como la Expedición Conjunta, fue un consorcio de cinco instituciones dirigido por John Winter Crowfoot entre 1931 y 1935, con la asistencia de Kathleen Mary Kenyon , Eliezer Sukenik y el Sr. General Crowfoot. Las instituciones líderes fueron la Escuela Británica de Arqueología de Jerusalén, el Fondo de Exploración de Palestina y la Universidad Hebrea.
En la década de 1960 se llevaron a cabo otras excavaciones a pequeña escala dirigidas por Fawzi Zayadine en nombre del Departamento de Antigüedades de Jordania.